# Lawe Beringin Horas
Lawe Beringin Horas is een bestuurslaag in het regentschap Aceh Tenggara van de provincie Atjeh, Indonesië. Lawe Beringin Horas telt 482 inwoners (volkstelling 2010).